# Reader (Arkansas)
Reader é uma cidade  localizada no estado americano de Arkansas, no Condado de Nevada e Condado de Ouachita.

## Demografia
Segundo o censo americano de 2000, a sua população era de 82 habitantes.

## Geografia
De acordo com o United States Census Bureau, a localidade tem uma área de 6,1 km², sem área coberta por água. Reader localiza-se a aproximadamente 64 m acima do nível do mar.

## Localidades na vizinhança
O diagrama seguinte representa as localidades num raio de 32 km ao redor de Reader.